# Friedrich Ludwig Joseph Fischbach
Friedrich Ludwig Joseph Fischbach (* 21. März 1752 in Berlin; † 3. April 1825 ebenda) war ein preußischer Kriegsrat und Schriftsteller.

## Leben
Fischbach war preußischer Beamter. Er wurde als Finanz- und Domänenrat, als Kriegsrat sowie als Geheimer expedierender Sekretär beim Generaldirektorium bezeichnet. Er lebte und wirkte in Berlin, wohnte wenigstens zeitweise in der Dammstraße im Haus des Chirurgen Tesmer. Sein schriftstellerisches Wirken setzt sich im Wesentlichen mit staatspolitischen Fragen auseinander.

## Werke
- Der Gemeinnützige, eine Wochenschrift. Berlin Juni 1778 bis Februar 1779
- Nächtliche Einsamkeit. Zum Gebrauch für jeden Menschen, der Verstand hat. Kaffke, Stettin 1781
- Historische politisch-geographisch-statistisch- und militärische Beyträge, die königlich-preußischen und benachbarte Staaten betreffend. 3 Bände, Pauli, Berlin 1781–1784
- Diplomatische Geschichte der Stadt und Festung Spandow. Pauli, Berlin 1784
- Statistisch-topographische Städte-Beschreibungen der Mark Brandenburg. Des ersten Theiles, erster Band, enthaltend den Ober-Barnimschen Kreis. Horvath, Berlin 1786, Digitalisat auf Google Books bzw.  Digitalisat im MDZ
- Prüfung der Ursach des Murrens wider das Tobacks-Monopol der Königlichen General-Administration. Matzdorff, Berlin 1797
- Herausgegeben gemeinsam mit Johann Wilhelm Andreas Kosmann und Theodor Heinsius: Denkwürdigkeiten und Tagesgeschichte der Mark Brandenburg. 1797–1798
- Wider die Freiheit des Getreidehandels, nebst dem angehängten Beweise, dass die Churmark Brandenburg hinlänglich und wohlfeil mit Getreide und Lebensmitteln fortdauernd versorgt, zugleich aber auch der Flor des Ackerbaues, der Gewerbe, Fabriken und Handlung befördert werden kann. Unger, Berlin 1805
- Ueber den Werth der Taxen für mein Vaterland. Berlin 1809
- Nachtrag zu der Abhandlung über die Staatswirtscgadt des Kurfürsten August von Sachsen. In: Woltmanns Geschichte und Politik. 1804, S. 277–291